# Lutas nos Jogos Pan-Americanos de 2011 - Greco-romana até 96 kg masculino
A categoria até 96 kg masculino foi um dos eventos da luta greco-romana nos Jogos Pan-Americanos de 2011. Foi disputada em 20 de outubro no Ginásio do CODE II com oito lutadores, cada um representando um país.

## Calendário
Horário local (UTC-6).
| Data          | Horário | Fase                |
| ------------- | ------- | ------------------- |
| 20 de outubro | 10:34   | Quartas-de-final    |
| 20 de outubro | 11:04   | Semifinal           |
| 20 de outubro | 18:32   | Disputa pelo bronze |
| 20 de outubro | 18:40   | Final               |

## Medalhistas
| Ouro   | CUB Yunior Estrada                 |
| Prata  | COL Raúl Angulo                    |
| Bronze | ARG Yuri Maier VEN Erwin Caraballo |

## Resultados

### Chave
| Quartas-de-final | Quartas-de-final          | Quartas-de-final | Quartas-de-final | Quartas-de-final |  |  | Semifinal | Semifinal                 | Semifinal | Semifinal | Semifinal |  |  | Final | Final              | Final | Final | Final |
|                  |                           |                  |                  |                  |  |  |           |                           |           |           |           |  |  |       |                    |       |       |       |
|                  | HON Randy Lambert         | 0                | 1                | 0                |  |  |           |                           |           |           |           |  |  |       |                    |       |       |       |
|                  | COL Raúl Angulo           | 1                | 0                | 2                |  |  |           | COL Raúl Angulo           | 2         | 1         |           |  |  |       |                    |       |       |       |
|                  | CAN Korey Jarvis          | 0                | 1                |                  |  |  |           | ARG Yuri Maier            | 0         | 0         |           |  |  |       |                    |       |       |       |
|                  | ARG Yuri Maier            | 1                | 2                |                  |  |  |           |                           |           |           |           |  |  |       | COL Raúl Angulo    | 0     | 0     |       |
|                  | CUB Yunior Estrada        | 0                | 5                | 1                |  |  |           |                           |           |           |           |  |  |       | CUB Yunior Estrada | 6     | 6     |       |
|                  | VEN Erwin Caraballo       | 1                | 0                | 0                |  |  |           | CUB Yunior Estrada        | 3         | 1         |           |  |  |       |                    |       |       |       |
|                  | MEX Joel López            | 0                | 0                |                  |  |  |           | USA Panaglotys Gounaridis | 0         | 0         |           |  |  |       |                    |       |       |       |
|                  | USA Panaglotys Gounaridis | 1                | 2                |                  |  |  |           |                           |           |           |           |  |  |       |                    |       |       |       |

### Repescagem
|  | Primeira rodada   | Primeira rodada   | Primeira rodada |  |  | Disputa pelo bronze | Disputa pelo bronze | Disputa pelo bronze |
|  |                   |                   |                 |  |  |                     |                     |                     |
|  |                   |                   |                 |  |  |                     |                     |                     |
|  |                   |                   |                 |  |  | ARG Yuri Maier      | ARG Yuri Maier      | 5                   |
|  | HON Randy Lambert | HON Randy Lambert |                 |  |  | HON Randy Lambert   | HON Randy Lambert   | 1                   |
|  | Bye               |                   |                 |  |  |                     |                     |                     |
|  |                   |                   |                 |  |  |                     |                     |                     |
|  |                   |                   |                 |  |  |                     |                     |                     |
|  |                   |                   |                 |  |  |                     |                     |                     |

|  | Primeira rodada     | Primeira rodada     | Primeira rodada |  |  | Disputa pelo bronze       | Disputa pelo bronze       | Disputa pelo bronze |
|  |                     |                     |                 |  |  |                           |                           |                     |
|  |                     |                     |                 |  |  |                           |                           |                     |
|  |                     |                     |                 |  |  | USA Panaglotys Gounaridis | USA Panaglotys Gounaridis | 0                   |
|  | VEN Erwin Caraballo | VEN Erwin Caraballo |                 |  |  | VEN Erwin Caraballo       | VEN Erwin Caraballo       | 2 1                 |
|  | Bye                 |                     |                 |  |  |                           |                           |                     |
|  |                     |                     |                 |  |  |                           |                           |                     |
|  |                     |                     |                 |  |  |                           |                           |                     |
|  |                     |                     |                 |  |  |                           |                           |                     |